# Frederick Reines
Frederick Reines (n. 16 martie 1918, Paterson, New Jersey, SUA – d. 26 august 1998, Orange, California, SUA) a fost un fizician american, laureat al Premiului Nobel pentru Fizică în 1995, împreună cu Martin Perl, pentru detectarea neutrinilor.